# Nomos (podział administracyjny Grecji)
Nomos (gr. νομός) – jednostka podziału terytorialnego Grecji, a także okręg geograficzno-kulturowy. 
Do 2010 w Grecji było 51 nomosów, pełniących rolę prefektur (województw), inaczej departamentów. 1 stycznia 2011 roku w wyniku reformy administracyjnej, polegającej na zmniejszeniu liczby jednostek zarządzających (nomarchia), dawne nomosy stały się oficjalnie "nomarchiako diamerisma". Tym niemniej nomosy w dalszym ciągu automatycznie umieszczane są, jako nazewnictwo terytorialne, część adresu i w treściach pieczęci, na niektórych dokumentach. Przymiotnik "Nomarchiakos" bywa używany w nazewnictwie odpowiednich terytorialnie instytucji, zwłaszcza społecznych. W braku precyzyjnego i jednocześnie naturalnie brzmiącego zamiennika, określenia "nomos", "były nomos" i ich pochodne wciąż istnieją w pomocniczych publikacjach administracji i w mowie potocznej.